# Hukbalahap
Die Hukbalahap war eine antijapanische Widerstandsbewegung auf den Philippinen zur Zeit des Zweiten Weltkrieges. Der vollständige Name der Bewegung auf Tagalog ist Hukbo ng Bayan Laban sa mga Hapon (antijapanische Volksarmee).
Die Hukbalahap gilt als die am besten organisierte und effektivste Organisation im Widerstand gegen die japanische Armee in Südostasien. Ihr Anführer war Luis Taruc. Sie richtete sich nicht nur gegen die japanischen Besatzer, sondern auch gegen die Großgrundbesitzer, zu deren Ungunsten sie eine soziale Revolution auslösen und Landreformen durchführen wollte.
Ende 1944 kontrollierte sie Zentralluzon. Auch in anderen Teilen der Philippinen untergrub sie die Herrschaft der Japaner und leistete einen großen Beitrag bei der Rückeroberung der Philippinen durch die USA.
Nach der Rückkehr der Amerikaner erklärte General MacArthur die Hukbalahap sofort als Rebellenorganisation und ließ Luis Taruc verhaften.
Bei der Wahl 1946 unterstützte die Hukbalahap die von Sergio Osmeña angeführte Democratic Alliance.
Die Anführer der Hukbalahap wollten auf den Philippinen marxistische Ideale verwirklichen. Von 1946 bis 1954 führte die Hukbalahap einen Aufstand durch, bei dem es auch um die Anerkennung als Freiheitskämpfer des Zweiten Weltkrieges und um einen Anteil an Reparationen ging. 1950 waren einige philippinische Provinzen unter der Kontrolle der Hukbalahap. Nachdem Luis Taruc 1954 freiwillig aufgegeben hatte, löste sich die Bewegung auf.
Da der Bedarf nach Landreformen bestehen blieb, entstand die Hukbalahap in den sechziger Jahren neu. Sie stellte ihre Aktivitäten im Jahr 1970 endgültig ein, nachdem Präsident Marcos 1969 eine Militäroffensive gegen sie veranlasst hatte.
Aufgrund der Auflösung der Hukbalahap gründeten einige ihrer ehemaligen Mitglieder zusammen mit weiteren Personen im Jahre 1969 der maoistische Nuevo Ejército del Pueblo.